# San Luca (Kalabrien)

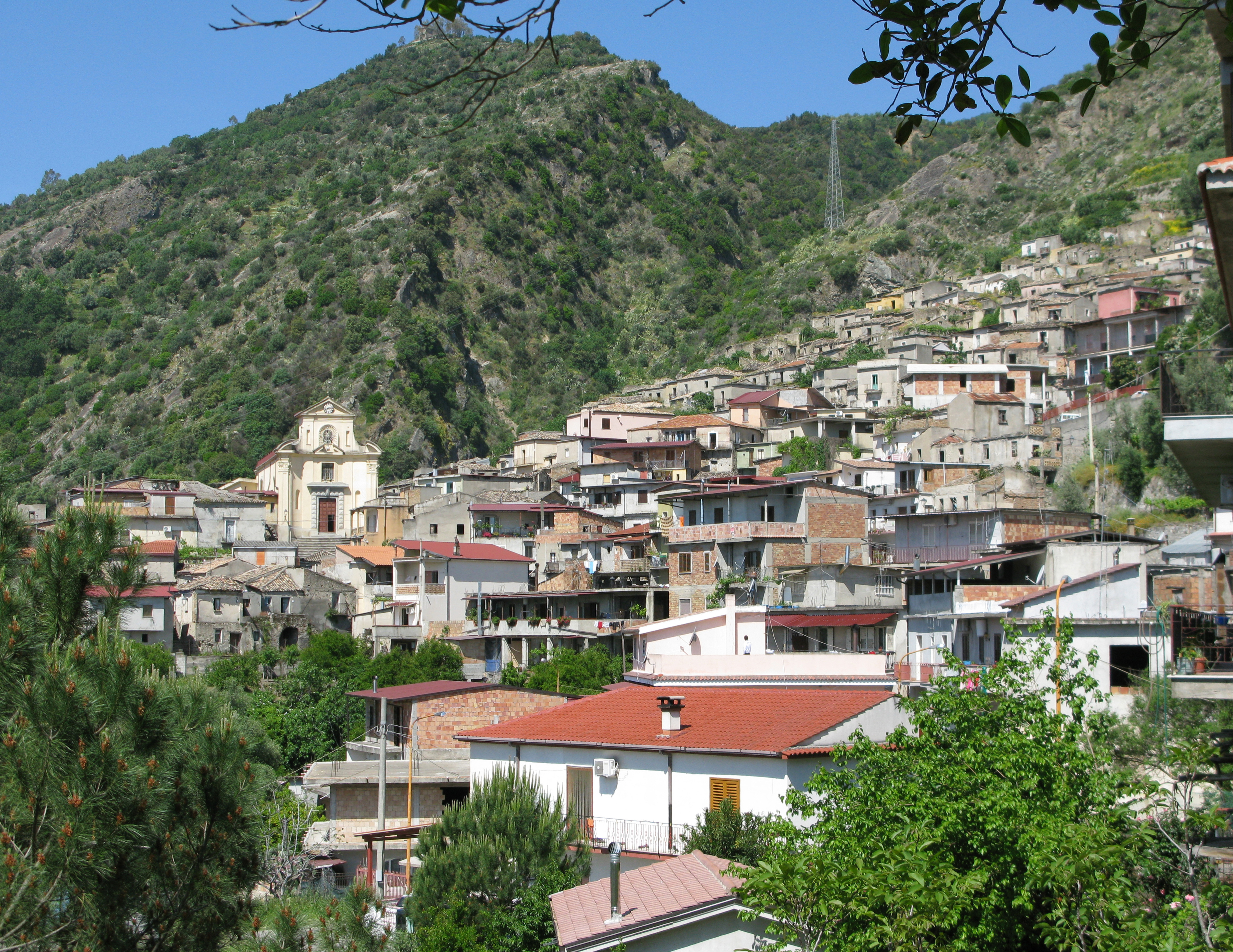
San Luca (2009)

San Luca ist ein Ort mit 3390 Einwohnern (Stand 31. Dezember 2023) in Kalabrien in Süditalien in der Metropolitanstadt Reggio Calabria.

## Geographie
Das Gebiet von San Luca umfasst 104,12 Quadratkilometer. Der Ort besteht aus den Ortsteilen Lentile, Ricciolio, Vorrea, Polsi und Stranges und liegt am Fuße des 1955 m hohen Aspromonte-Gebirgszuges auf einer Höhe von 250 Metern über dem Meeresspiegel. Die Nachbargemeinden sind Benestare, Bovalino, Careri, Casignana, Cosoleto, Delianuova, Samo, Sant’Agata del Bianco, Santa Cristina d’Aspromonte und Scido.

## Wallfahrtskirche Santa Maria di Polsi
Die in der Nähe von San Luca im Jahre 1144 von Roger II. von Sizilien begründete, auf 865 m Höhe liegende  Wallfahrtskirche ist Ende August und Anfang September jeden Jahres das Ziel von bis zu 50.000 Gläubigen.

## ’Ndrangheta
San Luca gilt als eine Hochburg der kalabrischen ’Ndrangheta. Durch die 1991 ausgebrochene Fehde zwischen den Familien Strangio-Nirta und Pelle-Romeo, die bislang 26 Todesopfer forderte, ist die Ortschaft für diese Vendetta namensgebend. Die Auseinandersetzungen erreichten durch die Mafiamorde von Duisburg am 15. August 2007 auch Deutschland. Als weitere bekannte Familie der ’Ndrangheta aus San Luca ist der Giorgi-Clan bekannt, Spitzname „Boviciani“. 2011 und 2013 wurde der Gemeinderat wegen Verbindungen zur ’Ndrangheta aufgelöst. Seit 2013 wird der Ort von einem von der Regionalregierung entsandten Kommissar verwaltet.

## Personen aus San Luca
- Corrado Alvaro (1895–1956), Schriftsteller
- Giuseppe Nirta (1940–2023), Mitglied der ’Ndrangheta